# Steamboat Round the Bend
Steamboat Round the Bend (Brasil: Nas Águas do Rio ) é um filme norte-americano de 1935, do gênero comédia, dirigido por John Ford. O filme é estrelado por Will Rogers e foi lançado em algumas semanas após sua morte em um acidente de avião.
Em 2006, Steamboat Round the Bend foi lançado em DVD como região 1.

## Elenco
- Will Rogers como Doutor John Pearly
- Anne Shirley como Fleety Belle
- Irvin S. Cobb como Capitão Eli
- Eugene Pallette como Xerife Rufe Jeffers
- John McGuire como Duke
- Berton Churchill
- Francis Ford como Efe
- Roger Imhof
- Raymond Hatton como Matt Abel
- Hobart Bosworth como Capelão
- Stepin Fetchit como Jonah